# Huang Huei-chieh
Huang Huei-chieh (* 2. Juli 1965) ist ein taiwanischer Tischtennisspieler. Er nahm am Einzel- und Doppelwettbewerb der Olympischen Spiele 1988 in Seoul teil. Nach fünf Siegen und zwei Niederlagen landete er im Einzel auf Platz 17. Im Doppel mit Wu Wen-Chia stand er nach vier Siegen und drei Niederlagen auf Platz 9.
In der Weltrangliste wurde er 1989 auf Platz 73 geführt.

## Spielergebnisse
- Olympische Spiele 1988 Einzel[2]
  - Siege: Cláudio Kano (Brasilien), Ashraf Helmy (Ägypten), Raymundo Fermín (Dominikanische Republik), Farjad Saif (Pakistan), Zoran Kalinić (Jugoslawien)
  - Niederlagen: Erik Lindh (Schweden), Desmond Douglas (Großbritannien)
- Olympische Spiele 1988 Doppel mit Wu Wen-Chia[3]
  - Siege: Titus Omotara/Atanda Musa (Nigeria), Boris Rozenberg/Andrey Mazunov (Sowjetunion), Gilany Hosnani/Alain Choo Choy (Mauritius), Joe Ng/Horatio Pintea (Kanada)
  - Niederlagen: Jiang Jialiang/Xu Zengcai (China), Ilija Lupulesku/Zoran Primorac (Jugoslawien), Jean-Philippe Gatien/Patrick Birocheau (Frankreich)